# One Breath
One Breath è il secondo album della cantautrice britannica Anna Calvi, pubblicato il 7 ottobre 2013.

## Tracce
1. Suddenly – 3:34
2. Eliza – 3:38
3. Piece By Piece – 3:16
4. Cry – 2:54
5. Sing To Me – 4:01
6. Tristan – 2:42
7. One Breath – 4:43
8. Love of My Life – 3:06
9. Carry Me Over – 5:27
10. Bleed into Me – 3:41
11. The Bridge – 2:08

## Formazione
- Anna Calvi - voce, chitarra
- Mally Harpaz – harmonium, percussioni
- Daniel Maiden-Wood – batteria
- John Baggot - tastiere
- Fiona Brice - archi